# 桑克爾馬克湖

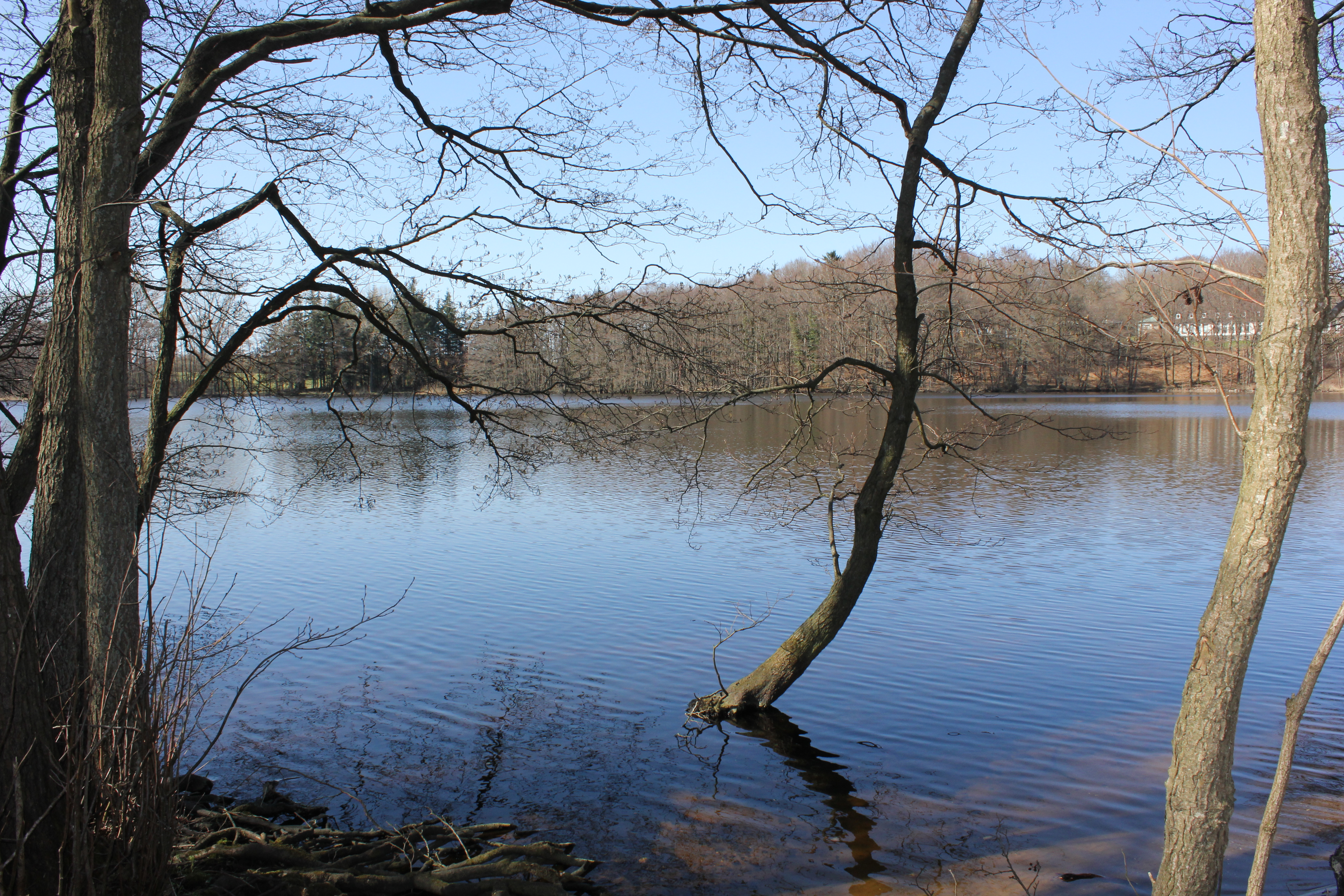

54°42′45″N 9°25′39″E / 54.7124231°N 9.4274801°E
桑克爾馬克湖（德語：Sankelmarker See），是德國的湖泊，位於該國北部石勒蘇益格-荷爾斯泰因州，由厄沃塞負責管轄，長1.6公里、寬0.5公里，面積0.57平方公里，海拔高度25米，平均水深6.5米，最大水深11.2米，水體容量368萬立方米，湖岸線長度4.7公里。